# Basquetebol em cadeira de rodas Parapan-Americanos de 2019 - Feminino
O torneio feminino de basquetebol em cadeira de rodas nos Jogos Parapan-Americanos de 2019 foi realizado entre os dias 24 e 31 de agosto, no centro de esportes da Villa Deportiva de Videna. Oito equipes participaram do evento. 

## Medalhistas
As jogadoras medalhistas da edição foram:
|  | CAN Canadá |  | USA Estados Unidos |  | BRA Brasil |
|  | Rosalie Lalonde Élodie Tessier Arinn Young Cindy Ouellet Tamara Steeves Maude Jacques Puisand Lai Tara Janelle Llanes Sandrine Bérubé Kathleen Dandeneau Erica Gavel |  | Alejandra Ibanez Megan Blunk Darlene Hunter Josie Aslakson Natalie Schneider Rebecca Murray Rose Hollermann Kaitlyn Eaton Abigail Dunkin Lindsey Zurbrugg Bailey Moody Courtney Ryan |  | Cleonete Santos Gabriela Oliveira Perla Assunção Lucicleia Costa Maxcileide Ramos Ana Aurélia Rosa Débora Cristina Guimarães Adrienne de Souza Oara Uchôa Silvelane Oliveira Paola Klokler Vileide Almeida |

## Formato
As oito equipes foram divididas em dois grupos de quatro equipes. Cada equipe enfrentou as outras equipes do mesmo grupo, totalizando três jogos. As duas melhores equipes de cada grupo disputaram as semifinais do torneio e as terceira e quarta colocadas de cada grupo foram para os jogos de definição do quinto e do sétimo lugar. Nas semifinais, as vencedoras disputaram a medalha de ouro e as perdedoras a de bronze.

## Primeira fase
|  | Equipes classificadas às semifinais |

Todas as partidas seguem o fuso horário local (UTC-5).

### Grupo A
| Equipe        | J | V | D | PF  | PC  | Dif  | Pts |
| ------------- | - | - | - | --- | --- | ---- | --- |
| CAN Canadá    | 3 | 3 | 0 | 244 | 52  | +192 | 6   |
| ARG Argentina | 3 | 2 | 1 | 155 | 150 | +5   | 5   |
| MEX México    | 3 | 1 | 2 | 116 | 175 | -59  | 4   |
| COL Colômbia  | 3 | 0 | 3 | 58  | 196 | -138 | 3   |

| 24 de agosto 12:30 | Relatório | CAN Canadá                                                                     | 83–6 | COL Colômbia                             |  | Villa Deportiva Nacional - Videna, Lima Árbitros: USA Darel Hargreaves USA Axel Coll MEX Diego Bornios |  |
| 24 de agosto 12:30 | Relatório | Placar por quarto: 28-4, 26-2, 19-0, 10-0                                      |      |                                          |  | Villa Deportiva Nacional - Videna, Lima Árbitros: USA Darel Hargreaves USA Axel Coll MEX Diego Bornios |  |
| 24 de agosto 12:30 | Relatório | Pts: Kathleen Dandeneau 21 Rbts: Kathleen Dandeneau 7 Asts: quatro jogadoras 5 |      | Pts: Gladys Gómez 6 Rbts: Gladys Gómez 8 |  | Villa Deportiva Nacional - Videna, Lima Árbitros: USA Darel Hargreaves USA Axel Coll MEX Diego Bornios |  |

| 24 de agosto 16:15 | Relatório | MEX México                                                           | 49–63 | ARG Argentina                                                        |  | Villa Deportiva Nacional - Videna, Lima Árbitros: CRC Mauricio Gamez BRA João Pereira CHI Paula Castro |  |
| 24 de agosto 16:15 | Relatório | Placar por quarto: 18-18, 6-26, 12-12, 13-7                          |       |                                                                      |  | Villa Deportiva Nacional - Videna, Lima Árbitros: CRC Mauricio Gamez BRA João Pereira CHI Paula Castro |  |
| 24 de agosto 16:15 | Relatório | Pts: Anaisa Pérez 20 Rbts: María Dominguez 9 Asts: Rosário Ventura 8 |       | Pts: María Pallares 31 Rbts: María Pallares 12 Asts: Silvia Linari 6 |  | Villa Deportiva Nacional - Videna, Lima Árbitros: CRC Mauricio Gamez BRA João Pereira CHI Paula Castro |  |

| 25 de agosto 10:15 | Relatório | COL Colômbia                                                        | 33–46 | MEX México                                                                        |  | Villa Deportiva Nacional - Videna, Lima Árbitros: CAN Sebastien Gauthier GUA Benjamim Ovando ARG Matias Quintana |  |
| 25 de agosto 10:15 | Relatório | Placar por quarto: 15-16, 2-10, 4-18, 12-2                          |       |                                                                                   |  | Villa Deportiva Nacional - Videna, Lima Árbitros: CAN Sebastien Gauthier GUA Benjamim Ovando ARG Matias Quintana |  |
| 25 de agosto 10:15 | Relatório | Pts: Gladys Gómez 21 Rbts: Angela Rodriguéz 14 Asts: Gladys Gómez 4 |       | Pts: Rosario Ventura 12 Rbts: Anaisa Pérez Erika Hernandéz 6 Asts: Anaisa Pérez 6 |  | Villa Deportiva Nacional - Videna, Lima Árbitros: CAN Sebastien Gauthier GUA Benjamim Ovando ARG Matias Quintana |  |

| 25 de agosto 20:45 | Relatório | CAN Canadá                                                              | 82–25 | ARG Argentina                                                     |  | Villa Deportiva Nacional - Videna, Lima Árbitros: CZE Tomas Pajer URU Diego Borghini CHI EnzoFernandéz |  |
| 25 de agosto 20:45 | Relatório | Placar por quarto: 20-6, 27-2, 27-10, 8-7                               |       |                                                                   |  | Villa Deportiva Nacional - Videna, Lima Árbitros: CZE Tomas Pajer URU Diego Borghini CHI EnzoFernandéz |  |
| 25 de agosto 20:45 | Relatório | Pts: Arinn young 29 Rbts: Tara llanes Arinn Young 5 Asts: Arinn Young 5 |       | Pts: Silvia Linari 9 Rbts: Jazmin Sallis 5 Asts: Julieta Olmedo 3 |  | Villa Deportiva Nacional - Videna, Lima Árbitros: CZE Tomas Pajer URU Diego Borghini CHI EnzoFernandéz |  |

| 27 de agosto 08:00 | Relatório | MEX México                                                    | 21–79 | CAN Canadá                                                             |  | Villa Deportiva Nacional - Videna, Lima Árbitros: ARG Cristian Colombatti USA Darell Hargreaves PUR Axel Coll |  |
| 27 de agosto 08:00 | Relatório | Placar por quarto: 2-19, 6-17, 4-21, 9-22                     |       |                                                                        |  | Villa Deportiva Nacional - Videna, Lima Árbitros: ARG Cristian Colombatti USA Darell Hargreaves PUR Axel Coll |  |
| 27 de agosto 08:00 | Relatório | Pts: Rosario Ventura 8 Rbts: Rosario Ventura 9 Asts: Yazmin 2 |       | Pts: Arinn Young 29 Rbts: Kathleen Dandeneau 10 Asts: Cindy Quellet 10 |  | Villa Deportiva Nacional - Videna, Lima Árbitros: ARG Cristian Colombatti USA Darell Hargreaves PUR Axel Coll |  |

| 27 de agosto 16:15 | Relatório | ARG Argentina                                                                        | 67–19 | COL Colômbia                                                   |  | Villa Deportiva Nacional - Videna, Lima Árbitros: CZE Tomas Pajer Predefinição:URUURUbDiego Borghini {{{3}}} PUR Axel Coll |  |
| 27 de agosto 16:15 | Relatório | Placar por quarto: 16-6, 14-3, 18-6, 19-4                                            |       |                                                                |  | Villa Deportiva Nacional - Videna, Lima Árbitros: CZE Tomas Pajer Predefinição:URUURUbDiego Borghini {{{3}}} PUR Axel Coll |  |
| 27 de agosto 16:15 | Relatório | Pts: três jogadoras 16 Rbts: Maria Pallares 11 Asts: Julieta Olmedo Maria Pallares 6 |       | Pts: Gladys Gomez 8 Rbts: Gladys Gomez 11 Asts: Gladys Gomez 2 |  | Villa Deportiva Nacional - Videna, Lima Árbitros: CZE Tomas Pajer Predefinição:URUURUbDiego Borghini {{{3}}} PUR Axel Coll |  |

### Grupo B
| Equipe             | J | V | D | PF  | PC  | Dif  | Pts |
| ------------------ | - | - | - | --- | --- | ---- | --- |
| USA Estados Unidos | 3 | 3 | 0 | 249 | 68  | +181 | 6   |
| BRA Brasil         | 3 | 2 | 1 | 201 | 79  | +122 | 5   |
| CHI Chile          | 3 | 1 | 2 | 57  | 181 | -124 | 4   |
| PER Peru           | 3 | 0 | 3 | 52  | 221 | -169 | 3   |

| 24 de agosto 10:15 | Relatório | USA Estados Unidos                                                                   | 92–10 | CHI Chile                                                                                     |  | Villa Deportiva Nacional - Videna, Lima Árbitros: BRA Gustavo Mathias CZE Tomas Pajer URU Diego Borghini |  |
| 24 de agosto 10:15 | Relatório | Placar por quarto: 22-2, 21-2, 25-4, 24-2                                            |       |                                                                                               |  | Villa Deportiva Nacional - Videna, Lima Árbitros: BRA Gustavo Mathias CZE Tomas Pajer URU Diego Borghini |  |
| 24 de agosto 10:15 | Relatório | Pts: Lindsey Zurbrugg 28 Rbts: Abigaul Dunkin Bailey Moody 6 Asts: Rebecca Murray 16 |       | Pts: Daniela Alegría Noemí Álvarez 4 Rbts: Belén Molina 5 Asts: Jeisy Vilches Noemí Álvarez 1 |  | Villa Deportiva Nacional - Videna, Lima Árbitros: BRA Gustavo Mathias CZE Tomas Pajer URU Diego Borghini |  |

| 24 de agosto 20:45 | Relatório | PER Peru                                                                            | 8–88 | BRA Brasil                                                              |  | Villa Deportiva Nacional - Videna, Lima Árbitros: CAN Alexandre Lapointe USA Jaime Oseguera MEX Diego Tapia |  |
| 24 de agosto 20:45 | Relatório | Placar por quarto: 2-24, 4-27, 0-17, 2-20                                           |      |                                                                         |  | Villa Deportiva Nacional - Videna, Lima Árbitros: CAN Alexandre Lapointe USA Jaime Oseguera MEX Diego Tapia |  |
| 24 de agosto 20:45 | Relatório | Pts: Ingrid Sanabria 4 Rbts: Lucy Herrerra 11 Asts: Karina Torres Jaquelin Burgos 1 |      | Pts: Perla Assunção 20 Rbts: Vileide Almeida 7 Asts: Ana Aurélia Rosa 6 |  | Villa Deportiva Nacional - Videna, Lima Árbitros: CAN Alexandre Lapointe USA Jaime Oseguera MEX Diego Tapia |  |

| 26 de agosto 08:00 | Relatório | CHI Chile                                                                              | 14–71 | BRA Brasil                                                               |  | Villa Deportiva Nacional - Videna, Lima Árbitros: USA Jaime Oseguera MEX Diego Tapia CRC Mauricio Gamez |  |
| 26 de agosto 08:00 | Relatório | Placar por quarto: 0-20, 7-16, 5-19, 2-16                                              |       |                                                                          |  | Villa Deportiva Nacional - Videna, Lima Árbitros: USA Jaime Oseguera MEX Diego Tapia CRC Mauricio Gamez |  |
| 26 de agosto 08:00 | Relatório | Pts: Daniela Aledría 12 Rbts: Daniela Alegría 11 Asts: Daniela Alegría Noemí Álvarez 1 |       | Pts: Vileide Almeida 18 Rbts: Vileide Almeida 7 Asts: Ana Aurélia Rosa 5 |  | Villa Deportiva Nacional - Videna, Lima Árbitros: USA Jaime Oseguera MEX Diego Tapia CRC Mauricio Gamez |  |

| 26 de agosto 16:15 | Relatório | USA Estados Unidos                                                      | 100–16 | PER Peru                                                        |  | Villa Deportiva Nacional - Videna, Lima Árbitros: CAN Alexandre Lapointe CHI Paula Castro PUR Axel Cull |  |
| 26 de agosto 16:15 | Relatório | Placar por quarto: 25-2, 30-8, 23-2, 22-4                               |        |                                                                 |  | Villa Deportiva Nacional - Videna, Lima Árbitros: CAN Alexandre Lapointe CHI Paula Castro PUR Axel Cull |  |
| 26 de agosto 16:15 | Relatório | Pts: Rose Hollermann 27 Rbts: Abigail Dunkin 12 Asts: Rebecca Murray 16 |        | Pts: Lucy Herrera 8 Rbts: Lucy Herrera 6 Asts: Glady Gonzales 2 |  | Villa Deportiva Nacional - Videna, Lima Árbitros: CAN Alexandre Lapointe CHI Paula Castro PUR Axel Cull |  |

| 27 de agosto 10:15 | Relatório | BRA Brasil                                                              | 42–57 | USA Estados Unidos                                                      |  | Villa Deportiva Nacional - Videna, Lima Árbitros: ARG Matias Quintana CAN Alexandre Lapointe MEX Diego Tapia |  |
| 27 de agosto 10:15 | Relatório | Placar por quarto: 10-24, 8-4, 12-12, 12-17                             |       |                                                                         |  | Villa Deportiva Nacional - Videna, Lima Árbitros: ARG Matias Quintana CAN Alexandre Lapointe MEX Diego Tapia |  |
| 27 de agosto 10:15 | Relatório | Pts: Perla Assunção 17 Rbts: Vileide Almeida 11 Asts: Vileide Almeida 3 |       | Pts: Rebecca Murray 22 Rbts: Rose Hollermann 12 Asts: Rose Hollermann 9 |  | Villa Deportiva Nacional - Videna, Lima Árbitros: ARG Matias Quintana CAN Alexandre Lapointe MEX Diego Tapia |  |

| 27 de agosto 18:30 | Relatório | PER Peru                                                           | 28–33 | CHI Chile                                                         |  | Villa Deportiva Nacional - Videna, Lima Árbitros: BRA João Fortes GUA Benjamin Ovando ARG Matias Quintana |  |
| 27 de agosto 18:30 | Relatório | Placar por quarto: 10-14, 5-9, 6-5, 7-5                            |       |                                                                   |  | Villa Deportiva Nacional - Videna, Lima Árbitros: BRA João Fortes GUA Benjamin Ovando ARG Matias Quintana |  |
| 27 de agosto 18:30 | Relatório | Pts: Karina Torres 8 Rbts: Lucy Herrera 16 Asts: Ingrid Sanabria 3 |       | Pts: Luz Carrasco 12 Rbts: Noemí Alvarez 18 Asts: Noemí Alvarez 6 |  | Villa Deportiva Nacional - Videna, Lima Árbitros: BRA João Fortes GUA Benjamin Ovando ARG Matias Quintana |  |

## Fase final
|  | Semifinais           | Semifinais           |    |                      | Final                | Final |  |
|  |                      |                      |    |                      |                      |       |  |
|  | 29 de agosto – 18:30 |                      |    |                      |                      |       |  |
|  | CAN Canadá           | 61                   |    |                      |                      |       |  |
|  | BRA Brasil           | 40                   |    |                      |                      |       |  |
|  |                      |                      |    |                      |                      |       |  |
|  |                      |                      |    |                      | 30 de agosto – 18:45 |       |  |
|  |                      |                      |    |                      | CAN Canadá           | 67    |  |
|  |                      | USA Estados Unidos   | 64 |                      |                      |       |  |
|  |                      |                      |    |                      |                      |       |  |
|  |                      |                      |    |                      |                      |       |  |
|  |                      |                      |    |                      | 3º lugar             |       |  |
|  | 29 de agosto – 20:45 | 29 de agosto – 20:45 |    | 30 de agosto – 16:30 | 30 de agosto – 16:30 |       |  |
|  | USA Estados Unidos   | 82                   |    | BRA Brasil           | 69                   |       |  |
|  | ARG Argentina        | 24                   |    |                      | ARG Argentina        | 44    |  |

Semifinais
| 29 de agosto 18:30 | Relatório | CAN Canadá                                                     | 61–40 | BRA Brasil                                                              |  | Villa Deportiva Nacional - Videna, Lima Árbitros: CRC Mauricio Gamez USA Jaime Oseguera ARG Cristian Colombatti |  |
| 29 de agosto 18:30 | Relatório | Placar por quarto: 14-13, 9-5, 23-8, 15-14                     |       |                                                                         |  | Villa Deportiva Nacional - Videna, Lima Árbitros: CRC Mauricio Gamez USA Jaime Oseguera ARG Cristian Colombatti |  |
| 29 de agosto 18:30 | Relatório | Pts: Arinn Young 24 Rbts: Arinn Young 11 Asts: Cindy Ouellet 5 |       | Pts: Vileide Almeida 11 Rbts: Perla Assunção 7 Asts: quatro jogadoras 2 |  | Villa Deportiva Nacional - Videna, Lima Árbitros: CRC Mauricio Gamez USA Jaime Oseguera ARG Cristian Colombatti |  |

| 29 de agosto 20:45 | Relatório | USA Estados Unidos                                                  | 82–24 | ARG Argentina                                                              |  | Villa Deportiva Nacional - Videna, Lima Árbitros: BRA Gustavo Mathias CHI Paula Castro CHI Enzo Fernandéz |  |
| 29 de agosto 20:45 | Relatório | Placar por quarto: 5-22, 8-21, 1-23, 10-16                          |       |                                                                            |  | Villa Deportiva Nacional - Videna, Lima Árbitros: BRA Gustavo Mathias CHI Paula Castro CHI Enzo Fernandéz |  |
| 29 de agosto 20:45 | Relatório | Pts: Silvia Linari 9 Rbts: Maria Palllares 6 Asts: Maria Pallares 3 |       | Pts: Lindsey Zurbrugg 16 Rbts: Rose Hollermann 12 Asts: Rose Hollermann 15 |  | Villa Deportiva Nacional - Videna, Lima Árbitros: BRA Gustavo Mathias CHI Paula Castro CHI Enzo Fernandéz |  |

Medalha de Bronze
| 30 de agosto 16:30 | Relatório | BRA Brasil                                                                        | 69–44 | ARG Argentina                                                         |  | Villa Deportiva Nacional - Videna, Lima Árbitros: USA Darell Hargreavez CHI Enzo Fernandéz CAN Alexandre Lapointe |  |
| 30 de agosto 16:30 | Relatório | Placar por quarto: 16-8, 18-9, 16-11, 19-16                                       |       |                                                                       |  | Villa Deportiva Nacional - Videna, Lima Árbitros: USA Darell Hargreavez CHI Enzo Fernandéz CAN Alexandre Lapointe |  |
| 30 de agosto 16:30 | Relatório | Pts: Débora Costa 19 Rbts: Cleonete Santos Débora Costa 6 Asts: Perla Assunção 10 |       | Pts: María Pallares 18 Rbts: María Pallares 15 Asts: María Pallares 8 |  | Villa Deportiva Nacional - Videna, Lima Árbitros: USA Darell Hargreavez CHI Enzo Fernandéz CAN Alexandre Lapointe |  |

Medalha de Ouro
| 30 de agosto 18:45 | Relatório | USA Estados Unidos                                                      | 64–67 | CAN Canadá                                                                                     |  | Villa Deportiva Nacional - Videna, Lima Árbitros: ARG Cristian Colombatti CHI Paula Castro CZE Tomas Pajer |  |
| 30 de agosto 18:45 | Relatório | Placar por quarto: 16-11, 16-20, 20-16, 12-20                           |       |                                                                                                |  | Villa Deportiva Nacional - Videna, Lima Árbitros: ARG Cristian Colombatti CHI Paula Castro CZE Tomas Pajer |  |
| 30 de agosto 18:45 | Relatório | Pts: Rebecca Murray 22 Rbts: Natalie Schneider 9 Asts: Rebecca Murrya 8 |       | Pts: Kathleen Dandeneau 25 Rbts: Kathleen Dandeneau 10 Asts: Arinn Young Kathleen Dandeneau 10 |  | Villa Deportiva Nacional - Videna, Lima Árbitros: ARG Cristian Colombatti CHI Paula Castro CZE Tomas Pajer |  |

## Classificatório 5º-8º lugar
Preliminares
| 28 de agosto 12:30 | Relatório | CHI Chile                                                                                   | 16–36 | COL Colômbia                                                   |  | Villa Deportiva Nacional - Videna, Lima Árbitros: BRA João Fortes USA Jaime Oseguera MEX Diego Tapia |  |
| 28 de agosto 12:30 | Relatório | Placar por quarto: 2-9, 0-11, 8-8, 6-8                                                      |       |                                                                |  | Villa Deportiva Nacional - Videna, Lima Árbitros: BRA João Fortes USA Jaime Oseguera MEX Diego Tapia |  |
| 28 de agosto 12:30 | Relatório | Pts: Luz Carrasco Noemí Alvarez 6 Rbts: Noemí Alvarez 8 Asts: Jeisy Vilches Noemí Alvarez 2 |       | Pts: Gladys Gomez 28 Rbts: Gladys Gomz 13 Asts: Gladys Gomez 4 |  | Villa Deportiva Nacional - Videna, Lima Árbitros: BRA João Fortes USA Jaime Oseguera MEX Diego Tapia |  |

| 28 de agosto 16:15 | Relatório | MEX México                                                        | 65–17 | PER Peru                                                         |  | Villa Deportiva Nacional - Videna, Lima Árbitros: CAN Sebastien Gauthier CHI Enzo Fernandéz GUA Benjamin Ovando |  |
| 28 de agosto 16:15 | Relatório | Placar por quarto: 16-6, 22-6, 18-2, 9-3                          |       |                                                                  |  | Villa Deportiva Nacional - Videna, Lima Árbitros: CAN Sebastien Gauthier CHI Enzo Fernandéz GUA Benjamin Ovando |  |
| 28 de agosto 16:15 | Relatório | Pts: Anaisa Pérez 26 Rbts: Anaisa Pérez 6 Asts: Rosario Ventura 7 |       | Pts: Karina Torres 5 Rbts: Karina Torres 5 Asts: Karina Torres 5 |  | Villa Deportiva Nacional - Videna, Lima Árbitros: CAN Sebastien Gauthier CHI Enzo Fernandéz GUA Benjamin Ovando |  |

Disputa 7º lugar
| 29 de agosto 08:00 | Relatório | PER Peru                                                            | 46–21 | CHI Chile                                                          |  | Villa Deportiva Nacional - Videna, Lima Árbitros: MEX Diego Tapia BRA João Fortes ARG Matias Quintana |  |
| 29 de agosto 08:00 | Relatório | Placar por quarto: 10-1, 8-2, 22-3, 6-15                            |       |                                                                    |  | Villa Deportiva Nacional - Videna, Lima Árbitros: MEX Diego Tapia BRA João Fortes ARG Matias Quintana |  |
| 29 de agosto 08:00 | Relatório | Pts: Ingrid Sanabria 28 Rbts: Lucy Herrera 10 Asts: Karina Torres 5 |       | Pts: Daniela Alegría 9 Rbts: Noemí Álvarez 12 Asts: Luz Carrasco 3 |  | Villa Deportiva Nacional - Videna, Lima Árbitros: MEX Diego Tapia BRA João Fortes ARG Matias Quintana |  |

Disputa 5º lugar
| 29 de agosto 12:30 | Relatório | MEX México                                                                                   | 69–21 | COL Colômbia                                                                     |  | Villa Deportiva Nacional - Videna, Lima Árbitros: BRA João Fortes CAN Alexandre Lapointe USA Darell Hargreaves |  |
| 29 de agosto 12:30 | Relatório | Placar por quarto: 16-4, 16-4, 22-3, 15-10                                                   |       |                                                                                  |  | Villa Deportiva Nacional - Videna, Lima Árbitros: BRA João Fortes CAN Alexandre Lapointe USA Darell Hargreaves |  |
| 29 de agosto 12:30 | Relatório | Pts: Anaisa Pérez 23 Rbts: Anaisa Pérez Blanca Montes 6 Asts: Anaisa Pérez Rosario Ventura 4 |       | Pts: Gladys Gomez 12 Rbts: Gladys Gomez Angela Rodriguez 10 Asts: Gladys Gomez 3 |  | Villa Deportiva Nacional - Videna, Lima Árbitros: BRA João Fortes CAN Alexandre Lapointe USA Darell Hargreaves |  |

## Classificação Final
| Pos.              | Equipe             | Campanha | Campanha |
| Pos.              | Equipe             | V        | D        |
| ----------------- | ------------------ | -------- | -------- |
| Medalha de ouro   | CAN Canadá         | 5        | 0        |
| Medalha de prata  | USA Estados Unidos | 4        | 1        |
| Medalha de bronze | BRA Brasil         | 3        | 2        |
| 4                 | ARG Argentina      | 2        | 3        |
| 5                 | MEX México         | 3        | 2        |
| 6                 | COL Colômbia       | 1        | 4        |
| 7                 | PER Peru           | 1        | 4        |
| 8                 | CHI Chile          | 1        | 4        |